# Sæhrímnir
Nella mitologia norrena, Sæhrímnir è la creatura uccisa e mangiata ogni notte dagli Æsir e dagli einherjar.

## Descrizione
Il cuoco degli dei, Andhrímnir, è responsabile dell'uccisione di Sæhrímnir e della sua cottura nel calderone Eldhrímnir. Dopo che Sæhrímnir è stato mangiato, torna in vita per fornire nuovo cibo il giorno successivo. Sæhrímnir viene citato nell'Edda poetica, scritta nel XIII secolo a partire da materiale precedente, e nell'Edda in prosa, scritta sempre nel XIII secolo da Snorri Sturluson.
La figura sul trono di Hár cita questa stanza nell'Edda in prosa, e per la precisione nel libro Gylfaginning, affermando che Sæhrímnir è un cinghiale. Alcuni scolari hanno tradotto la Edda poetica, ripresa nell'Edda in prosa, affermando che non fa riferimento ad un particolare genere animale. Un altro problema è dato dall'etimologia apparentemente contraddittoria del nome della creatura, e secondo alcuni studiosi l'uccisione rituale dell'animale potrebbe avere fondamento nelle pratiche religiose del paganesimo germanico.

## Etimologia
L'etimologia del termine norreno Sæhrímnir è problematica. In contraddizione con la descrizione del Gylfaginning secondo cui sarebbe un cinghiale, Sæhrímnir è, secondo i moderni studi, tradotta in "bestia marina fuligginosa" o "animale marino fuligginoso" (che potrebbe essere legato al norreno seyðir, ovvero  'fosso di cottura'). Gli studiosi hanno cercato di spiegare le varie contraddizioni.

## Citazioni
Sæhrímnir viene citata una volta nell'Edda poetica e due volte nell'Edda in prosa. Nel poema dell'Edda poetica intitolato Grímnismál, Grímnir (il dio Odino travestito) parla della creatura. La traduzione della relativa stanza varia:
Traduzioni in inglese
| Traduzione di Benjamin Thorpe: Andhrimnir makes, in Eldhrimnir, Sæhrimnir to boil, of meats the best; but few know how many Einheriar it feeds. | Traduzione di Henry Adams Bellows: In Eldrhimnir Andrhrimnir cooks Sæhrimnir's seething flesh,— The best of food, but few men know On what fare the warriors feast. | Traduzione di Lee M. Hollander: By Andhrímnir in Eldrímnir Sæhrímnir, the boar, is boiled, the best of bacons; though 'tis barely known what the einherjar eat. | Traduzione di Anthony Faulkes: Andrhrimnir has Sæhrimnir cooked in Eldrhrimnir, best of meats. But there are few that know on what the Einheriar feed. |  |

Traduzioni in italiano
| Traduzione di Benjamin Thorpe: Andhrimnir fa, dentro Eldhrimnir, bollire Sæhrimnir, dalle carni migliori; ma pochi sanno quanti Einheriar riempie. | Traduzione di Henry Adams Bellows: In Eldrhimnir Andrhrimnir cuoce la carne ribollente di Sæhrimnir,— Il migliore dei cibi, ma pochi sanno Cosa i guerrieri festeggiano. | Traduzione di Lee M. Hollander: Da Andhrímnir in Eldrímnir Sæhrímnir, il cinghiale, viene cotto, la migliore delle carni; anche se si conosce poco di quello che gli einherjar mangiano. | Traduzione di Anthony Faulkes: Andrhrimnir cuoce Sæhrimnir in Eldrhrimnir, la migliore delle carni. Ma ci sono pochi che sanno cosa gli Einheriar mangiano. |  |

Nel capitolo 38 del libro Gylfaginning dell'Edda in prosa, Gangleri (re Gylfi travestito) dice che "dici che tutti gli uomini caduti in battaglia dall'inizio del mondo stanno ora con Odino nel Valhalla. Cosa gli offre come cibo? Immagino che ci sia molta gente". Hár risponde che è vero che ci sono innumerevoli persone, e molti ne devono ancora arrivare, ma "sembreranno pochi quando il lupo arriverà". Comunque Hár aggiunge che il cibo non è un problema, dato che le persone nel Valhalla non saranno mai abbastanza perché la carne di Sæhrímnir (che definisce specificamente un cinghiale) non sia sufficiente a sfamarli. Hár dice anche che Sæhrímnir viene cucinato ogni giorno dal cuoco Andhrímnir nel calderone Eldhrimnir, e che la sera successiva è di nuovo intera. Hár cita la succitata stanza della Grímnismál come fonte. Gangleri chiede quindi se Odino mangia lo stesso cibo, al che Hár risponde che Odino fornisce il cibo sul suo tavolo ai suoi lupi, e lo stesso Odino consuma solo vino, non necessitaqndo di cibo (e di nuovo Hàr cita la Grímnismál a supporto).
Un'ultima citazione dell'animale appare in una lista di nomi di maiali nella sezione Nafnaþulur del libro Skáldskaparmál dell'Edda in prosa.

## Teorie
Lo studioso Rudolf Simek afferma che il tema dell'eterna rinascita dell'animale si trova anche nei miti delle capre del dio Thor (Tanngnjóstr e Tanngrisnir) e potrebbe indicare riti sacrificali delle pratiche sciamaniche. Simek trova una differenza tra la Grímnismál e la Gylfaginning, e la spiega come risultato dell'abbellimento fatto nella parte di Snorri, che afferma possedere più "caratteristiche di un paradiso medievale".
Lo studioso del XIX secolo Jacob Grimm afferma che nessuna informazione è rimasta riguardo al culto degli eroi nel paganesimo germanico (opposto a culto degli dei) e propone un potenziale collegamento tra Sæhrímnir ed il culto degli eroi.